# Casă de discuri
O casă de discuri este o companie care coordonează producția, fabricarea, distribuția, promovarea și protejarea drepturilor de autor a înregistrărilor audio și a videoclipurilor muzicale, acțiuni desfășurate pe baza unor contracte cu muzicienii și managerii acestora.

## Case de discuri majore
Case de discuri majore 1988–332 (Big Six)
1. Warner Music Group
2. EMI
3. Sony Music (cunoscută ca CBS Records pînă în Ianuarie 1991, apoi ca Sony Music)
4. BMG Music
5. Universal Music Group
6. Polygram

Case de discuri majore 1998–2004 (Big Five)
1. Warner Music Group
2. EMI
3. Sony Music
4. BMG Music
5. Universal Music Group (Polygram absorbită în UMG)

Case de discuri majore 2004–2008 (Big Four)
1. Universal Music Group
2. Sony BMG (Sony și BMG afacere comună)
3. Warner Music Group
4. EMI

Case de discuri majore 2008–2012 (Big Four)
1. Universal Music Group
2. Sony Music Entertainment (BMG absorbită în Sony)
3. Warner Music Group
4. EMI Group

Case de discuri majore din 2012 (Big Three)
1. Universal Music Group (departamentul de înregistrare muzică al EMI absorbit în UMG)
2. Sony Music Entertainment (EMI Music Publishing absorbită în Sony/ATV Music Publishing)
3. Warner Music Group